# ダーブロウ有紗
ダーブロウ 有紗（ダーブロウ ありさ、1988年4月16日 - ）は、日本の女性タレント。本名、アリサ ユリコ ダーブロウ（Alisa Yuriko Durbrow）。
埼玉県飯能市出身。ジュネス所属。
イギリス系アメリカ人であるヒッピー族ミュージシャンの父と、日本人の母の間に生まれたハーフ。

## 略歴
- 1995年 - ジュネスに所属し、芸能界デビュー。
- 1998年4月 - NHK教育『天才てれびくんシリーズ』にてれび戦士として4年間出演。
- 2008年9月 - ジュネスを退所し、芸能活動を休止。
- 2010年4月 - デザイアに所属し、芸能活動を再開。
- 2012年 - アドヴァンスプロダクションに移籍。
- 2015年7月 - ステラハウスに移籍。
- 2017年3月13日、SiMのボーカルMAHとの結婚を発表[1]。
- 2018年 - ジュネスに移籍。

## 作品

### 映像作品
- petit 有紗（2001年）
- Just a プリンセス（2002年）
- audrey（2006年）

## 出演

### テレビドラマ
- 美少女戦士セーラームーン（2004年、CBC） - 黒木ミオ 役
- 牙狼<GARO>（2005年 - 2006年、テレビ東京）第14話、第24話・静香 役
- 浅草ふくまる旅館 第1シリーズ（2007年） ‐ キャロル 役
- 王様戦隊キングオージャー 第7話・第49話（2023年4月16日・2024年2月18日、テレビ朝日） - メタリー 役[2]

### 映画
映画 王様戦隊キングオージャー アドベンチャー・ヘブン（2023年7月28日、東映） - メタリー 役

### バラエティ
- 天才てれびくん/天才てれびくんワイド（1998年 - 2002年、NHK教育）てれび戦士 - コーナーの一つであったアニメ『へろへろくん』にも、メロメロ役で声優として出演
- Parky Party（2002年12月 - 2003年9月、テレビ東京）レギュラー
- キャサリン三世（2013年、関西テレビ）
- ぐるぐるナインティナイン（2013年、日本テレビ）
- 私の何がイケないの?（2013年、TBS）

### その他のテレビ番組
- チャンプ9×9（2002年、囲碁・将棋チャンネル）

### CM
- 日本マクドナルド、ハッピーセット エンジェルブルー
- タカラ、e-kara web
- エニックス、ドラゴンクエスト
- 任天堂
- メディアファクトリー ポケットモンスタースタンプバッチ
- ホンダ
- KDD

### ゲーム
- PlayStation 2用ゲームソフト みんな大好き塊魂 - ゲーム中の楽曲「Everlasting Love」を歌唱

### 舞台
- 新作GO!JET!GO!GO!ZERO（2010年）主演・JET　girl’s美月 役

### ネット配信
- Vジャンプテレビ（2003年7月 - 2004年12月、チャンネルBB）レギュラー

## 書籍

### 雑誌
- CANDy（白泉社）専属モデル
- ラブベリー（徳間書店）専属モデル
- ニコラ（新潮社）専属モデル
- Hana*chu→（主婦の友社）専属モデル
- mina（主婦の友社）専属モデル
- ナルミヤ・インターナショナル、ポンポネット
- ナルミヤ・インターナショナル、ブルークロス・ガールズ
- ナルミヤ・インターナショナル、エンジェルブルー
- ViVi
- Ray
- spring
- mini
- mina
- With
- VoCE
- CUTiE
- FRaU
- FYTTE(2013年)
- RunnningStyle(2013年)

### 写真集
- JUST A PRINCESS（2002年、竹書房）
- 14歳、素肌の有紗。（2002年、竹書房）